# Verardo García Rey
Verardo García Rey (n. La Coruña, 1872 - f. Molinaseca, León, 1931), fue un militar e investigador español. Miembro de la Real Academia de la Historia, de la Real Sociedad Geográfica y de la Academia Gallega, autor de numerosos libros y artículos de investigación.

## Biografía
Nació en La Coruña en enero de 1872, era hijo de un oficial de carabineros, a la edad de 20 años se enlistó en el ejército pasando a combatir en la guerra de Cuba en 1895 con el rango de sargento. A su regreso a España en 1898, luego de la capitulación de las tropas españolas, ingresó a la Academia de Infantería de la que egresó en 1900 como segundo teniente, siendo destinado al Regimiento de Burgos con el que en 1909 hizo la campaña de Marruecos durante la guerra de Melilla. En 1912 con el grado de capitán empezó a desempeñarse como profesor en la Academia de Infantería, teniendo a su cargo las materias de Historia y Geografía Militar y ocupando también el cargo de bibliotecario de la institución. En 1928 con motivo de la creación de la Academia Militar de Zaragoza, pasó a la situación de excedente disponible, retirándose entonces al municipio berciano de Molinaseca, donde falleció prematuramente en 1931.

## Publicaciones
- Estudios acerca de la táctica de infantería, 1907, obra premiada con la Cruz de 1º Clase del Mérito Militar con distintivo blanco.[3]
- Sobre el origen del río Esla, 1907
- El territorio soriano. Excursiones geográficas, Premiado con la Cruz del Mérito Militar, 1915
- La capilla del rey don Sancho el Bravo y los cenotafios reales en la catedral de Toledo, 1922
- El arquitecto Hernán González de Lara, 1924
- La Cabrera, Estudio Geográfico que mereció el primer premio en el Certamen literario con motivo del IX centenario del Fuero de León, 1926
- El Deán de la Santa Iglesia de Toledo, Don Diego de Castilla, y la reconstrucción e historia del Monasterio de Santo Domingo el Antiguo, Toledo, 1927
- Recuerdos de antaño. El Greco y la entrada de los restos de Santa Leocadia en Toledo, 1927
- Nuevos documentos cervantinos, hasta ahora inéditos,1929
- La famosa priora doña Teresa de Ayala: (su correspondencia íntima con los monarcas de su tiempo), 1930
- La defensa del Callao por D. José Ramón Rodil durante el período comprendido entre la capitulación de Ayacucho y el embarco de Rodil en la "Briton", Premio Manuel Llorente Vázquez, 1930
- Vocabulario del Bierzo, publicado póstumamente por el Centro de Estudios Históricos, 1934